# Ящины
Ящины — деревня в Вышневолоцком городском округе Тверской области.

## География
Деревня расположена на берегу озера Ящино в 13 км на северо-восток от города Вышний Волочек.

## История
В 1850 году в селе была построена деревянная Никольская церковь, исповедальные книги с 1840 года.
В конце XIX — начале XX века село являлось центром Ящинской волости Вышневолоцкого уезда Тверской губернии.
С 1929 года деревня входила в состав Старовского сельсовета Вышневолоцкого района Тверского округа Московской области, с 1935 года — в составе Калининской области, с 2005 года — в составе Сорокинского сельского поселения, с 2019 года — в составе Вышневолоцкого городского округа.

## Население
| 1859 | 2002 | 2010 |
| ---- | ---- | ---- |
| 219  | ↘29  | ↗35  |

Согласно результатам переписи 2002 года, в национальной структуре населения русские составляли  93 % от жителей.